# Eugène Parlier
Eugène Parlier (Montreux, 1929. február 13. – Montreux, 2017. október 30.) válogatott svájci labdarúgó, kapus.

## Pályafutása

### A válogatottban
1952 és 1960 között 21 alkalommal szerepelt a svájci válogatottban. Tagja volt az 1954-es világbajnokságon részt vevő csapatnak.

## Sikerei, díjai
Servette
- Svájci bajnokság
  - bajnok: 1949–50

 Lausanne-Sport
- Svájci bajnokság
  - bajnok: 1964–65